# Trolley park
Aux États-Unis, les trolley parks émergèrent au XIXe siècle. Ces lieux de détente et de récréation étaient placés aux terminus des lignes de transports en commun des grandes villes (tramway, trolleybus…)
Ils furent les premiers parcs de loisirs. 

## Histoire

### Les débuts

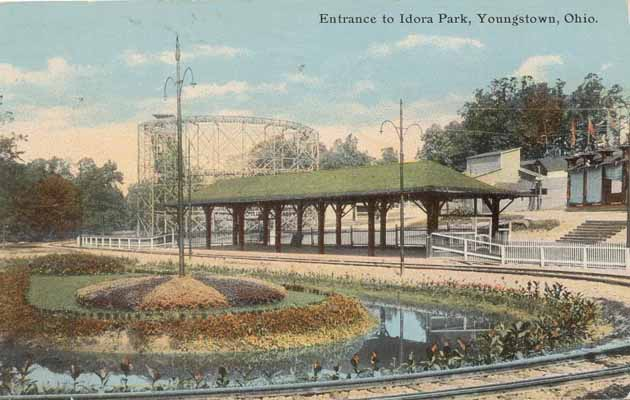
Entrée d'.

Ces trolley parks furent créés par les compagnies de transport pour donner aux gens une raison d’utiliser leurs services les week-ends. Ces parcs étaient au départ composés d’aires de pique-nique, de pavillons, et proposaient parfois des évènements comme des concerts, des soirées feux d’artifice…
La plupart ajoutèrent des piscines, des carrousels, des grandes roues, des montagnes russes, des promenades en bateau, des restaurants, et d’autres infrastructures, devenant ainsi les premiers parcs d'attractions. 

### Les premiers parcs d‘attractions
Parmi les lieux où émergèrent le plus ce genre de parcs, on compte Coney Island, situé à Brooklyn. On compte la présence des premiers parcs dès 1829. En 1875, un million de passagers utilisaient le Coney Island and Brooklyn Railroad (ligne de tramway hippomobile entre Coney Island et Brooklyn) et en 1876, deux millions visitaient les parcs. Les hôtels et les manèges furent construits pour convenir aux différentes classes sociales qui venaient passer du bon temps. Le premier carrousel fut installé dans les années 1870. Le premier parc d'attractions permanent d'Amérique du Nord ouvrit en 1895 sous le nom de Sea Lion Park, à Coney Island. Il fut le premier à demander un prix d’entrée sous forme de tickets.
En 1897, il fut rejoint par Steeplechase Park et plus tard par Luna Park, en 1903 et Dreamland en 1904.

### Le déclin des trolley parks
Au début des années 1900, on comptait plus de cent parcs de loisirs à travers le monde (dont de nombreux trolley parks). Toutes les grandes villes possédaient alors un ou plusieurs parcs de ce type. C’était le début de l’âge d’or des parcs d'attractions qui régna ainsi jusque dans les années 1920.
Avec l'augmentation du nombre d'automobiles, les transports en commun furent particulièrement délaissés. Les parcs accessibles en voiture continuèrent d'être visités, de nouveaux furent créés pendant que de nombreux trolleys parks perdaient leur clientèle. 

## Liste des trolley parks
- Pleasure Beach, Blackpool, Blackpool, Angleterre
- Bonnie Brae Park, Phoenixville, Pennsylvanie
- Bushkill Park, Easton, Pennsylvanie
- Camden Park (en), Huntington, Virginie-Occidentale (Depuis 1903)
- Canobie Lake Park, Salem, New Hampshire
- Chevy Chase Lake, Chevy Chase, Maryland
- Chutes Park (en), Los Angeles, Californie
- Contoocook River Amusement Park, Concord, New Hampshire
- Crescent Park (en), Riverside (en), Rhode Island
- Dixieland Amusement Park, South Jacksonville (Jacksonville) Floride
- Dominion Park, Montréal Québec, Canada (1906-1937)
- Dorney Park, Allentown, Pennsylvanie
- Glen Echo Park (en), Glen Echo, Maryland
- Great Falls Park (dirigé par Washington et Old Dominion Railway), Great Falls, Virginie
- Idora Park (en), Oakland, Californie (1904 à 1929)

Idora Park (en), Youngstown, Ohio (1899 à 1984)
- Iowa Trolley Park Clear Lake, Iowa
- Indian Park, Montoursville, Pennsylvanie
- Kennywood, Pittsburgh, Pennsylvanie 1898
- Lake Compounce, Bristol, Connecticut
- Luna Park (en), Arlington, Virginie
- Manawa Park, Council Bluffs, Iowa (Fermé en 1928)
- Midway Park, Maple Springs (en), New York
- Mountain Park, Holyoke, Massachusetts
- Norumbega Park, Newton, Massachusetts
- Oaks Amusement Park (en), Portland, Oregon (Depuis 1905)
- Olentangy Park, Columbus, Ohio
- Palisades Amusement Park, Cliffside Park-Fort Lee, New Jersey
- Paxtang Park, Harrisburg, Pennsylvanie
- Pine Island Park, Manchester, New Hampshire
- Playland (San Francisco) (en), Californie (De 1927 à 1972)
- Ponce de Leon Park, Atlanta, Géorgie
- Quassy Amusement Park (en), Middlebury, Connecticut
- Riverhurst Park, Weston Mills, New York
- Rock City Park, Allegany, New York
- Seabreeze Amusement Park (en), Rochester, New York Depuis 1879
- Suburban Gardens, Washington
- Vanity Fair, East Providence, Rhode Island
- Waldameer Park, Érié, Pennsylvanie
- West View Park, West View, Pennsylvanie
- Whalom Park, Lunenburg, Massachusetts
- Willow Grove Park, Willow Grove, Pennsylvanie (1896 à 1976)